# メガネブ!
『メガネブ！』（MEGANEBU!）は、2013年10月から12月まで放送された日本のテレビアニメ。
福井県鯖江市を舞台にしたオリジナルアニメであり、製作には同市も参加している。タイトル通り、鯖江市特産のメガネがポイントとなっている。アニメ制作決定以前は2011年からドラマCDで小規模に活動し、制作決定後は担当声優を大幅に変更している。監督の山本蒼美は自主制作アニメーション出身のクリエイターで、23歳でのテレビアニメーション監督就任となる。

## 舞台
本編には鯖江市内の風景が登場しており、エンディング映像には同市の実写の風景も用いられている。
鯖江市は眼鏡を特産品としているが出荷額はここ数年で減少を続け、市街地商店街の売上減少や経営者の高齢化などの問題も起きており、そんな中でアニメの舞台を訪れるいわゆる聖地巡礼を行う観光客誘客を図るため、本作への協力を行っている。アニメ制作協力に合わせて市役所内にアニメのPRやイベント企画、グッズ考案などを行う「メガネ部」を設置するという取り組みも行っている。また、本作の主要登場人物であるメガネ部部員5人は放送に先立って2013年8月に鯖江市のさばえブランド大使に任命された。宣伝協力には福井新聞がクレジットされており、地元放送局の福井テレビにおいては深夜のほか、早朝にも再放送が行われている。
登場人物が通うのは男子工業高校という設定ではあるが、鯖江市内には福井工業高等専門学校は存在するが工業高校は存在せず、ロケハン協力には鯖江市や福井県内の眼鏡店である田中眼鏡本舗のほかに神奈川県立神奈川工業高等学校がクレジットされている。

## あらすじ
ヒマラヤ第三工業高校には「メガネ部」という部が存在する。部員全員が眼鏡を掛け、そこでは女性の裸を透視するために「非生命体透視メガネ（通称スケスケメガネ）」の開発が行われている。本作では不慮の爆発により部室もなくなってしまったそんな部員たちの日常が描かれる。

## 登場人物

### メガネ部
相馬 鏡（そうま あきら）
声 - 赤羽根健治
本作の主人公。メガネ部の発起人にしてメガネ部の部長。2年生。メガネをこよなく愛する熱血な男。スケスケメガネを完成する事を夢見ている。またドジな一面もあり、7話で友紀也が作った失敗作ズケズケメガネをかけた際、ウィリアムにズケズケと言って暴走した事がある。
鎌谷 光希（かまたに みつき）
声 - 宮田幸季
1年生のメガネ部部員。先輩である鏡を尊敬しており、そのためにメガネ部に入部した。元々メガネが嫌いであったが、メガネブに入部した際に鏡からメガネを貰いメガネを好きになる。また伊達メガネである隼人に酷い扱いをしているが、隼人の家ですき焼きをご馳走したり、家まで送ってくれた時に「隼人のくせに」と言っていた為、実際は彼の事は嫌っていない様子。
鉢嶺 拓磨（はちみね たくま）
声 - 田丸篤志
おっとりとしたマイペースなメガネ部部員。2年生。見た目は王子様のように恰好いいが、あらゆるセンスが絶望的に無い。仲が良く慕う兄が二人いる。シュークリームが好物である。
三鍋 友紀也（みなべ ゆきや）
声 - 諏訪部順一
2年生。鏡の幼馴染。無口で落ち着いている。子供のころから驚異的なまでに不運。世間知らずで少々抜けており彼の中では「鏡の流行り=世間の流行り」。yPadというタブレット形の電子機器を常に持ち歩いており、分からないことがあるとそれで調べる。
木全 隼人（きまた はやと）
声 - 木村良平
1年生。視力両目とも2.0。伊達眼鏡のためメガネ部の仮入部の扱いとなっており、その為ほかの部員からの扱いは酷い（特に光希は伊達眼鏡などは絶対に許せない派の為特に酷い）が、祖先に「日本で初めて眼鏡をかけた人物」とされる戦国武将・大内義隆がいる為仮入部を許可された。どんなぞんざいな仕打ちを受けても一向にめげない強固な精神力を持つ。兄と弟がいる。

### 教師
白銀 穂貴（しろがね ほたか）
声 - 安元洋貴
2-E担任、メガネ部の顧問。
針生 恭介（はりう きょうすけ）
声 - 高橋広樹
助手。

### 生徒会
佐藤 ウィリアム
声 - 杉山紀彰
生徒会長。不安になったりすると胃痛がおこり、特殊で高価な胃薬を飲まないと治らない。
3年生徒会長兼科学部部長。イギリスと日本のハーフで明るく紳士的。
誰よりもヒマ高を思っている。
心の声を言葉にだしてしまう変わった癖を持っている。
慢性的な胃痛持ち。愛用メガネは、ラウンドチタンフレーム。
渡辺 ロレンツォ
声 - 真殿光昭
佐藤の胃薬をなぜか管理しており、渡す際に少しじらすなどSのような所がある。
3年生徒会副会長兼科学部部員。
ドイツ系ハーフ。クールな性格で、冷やかに生徒会を見守っている。
佐藤に対して、ややSっ気がある。クールだがスキップができない。
高橋 マクシミリアン
声 - 岸尾だいすけ
2年生徒会兼科学部部員。数学が苦手。イタリア系ハーフ。舞台かぶれで、オーバーリアクションが多い。
鈴木 徹
声 - 鈴木千尋
鏡のクラスメイト。2年生徒会役員。生徒会長に憧れて科学部に入部。個性が無くハーフに憧れを抱いている。自分のクラスに「鈴木」姓が3人いて紛らわしいと、名簿の順番より鏡から「3番」とあだ名をつけられている。実はかつてメガネ部に入ろうとしていたことがあるが、今はわけあってメガネ部に対抗意識を燃やしている。愛用メガネは、フォックスセルフレーム。
田中 アントニオ
声 - 岩田光央
1年生徒会役員兼科学部部員。ブラジルと日本のハーフ。陽気な性格で日本語は少し苦手。

### その他
相馬 輝（そうま ひかる）
声 - 高坂篤志
鏡の弟。
鉢嶺 智（はちみね さとる）
声 - 石田彰
拓磨の長兄。デザイナー。
鉢嶺 信司（はちみね しんじ）
声 - 森久保祥太郎
拓磨の次兄。モデル。
朝比奈 鉄（あさひな てつ）
声 - 東地宏樹
喫茶店「てっちゃん」のマスター。高校時代、望月鉱一（声 - 豊永利行）という親友がいた。元ヒマラヤ第三工業高校の自動車部顧問であり、部員に白銀がいた。
のりおさん
声 - 宮田幸季
光希の飼い犬。グレイトピレニーズ犬。
銭場誠
声 - 白井悠介
鈴木一夫
声 - 白井悠介
鈴木秀二
声 - 三輪瑛
釘嶋幸恵
声 - 高戸靖広
40年間食堂のおばちゃん。
キラ高番長
声 - 高橋英則

## スタッフ
- 原作 - メガネブ！プロジェクト
- 監督 - 山本蒼美
- 助監督 - わたなべひろし
- シリーズ構成 - 赤尾でこ
- キャラクター原案・キャラクターデザイン - 中嶋敦子
- 総作画監督 - 岡真里子
- プロップ作画監督 - 岡戸智凱
- 美術監督 - 稲葉邦彦
- 色彩設定 - 末永絢子
- 撮影監督 - 近藤慎与
- 3D監督 - 今垣佳奈
- 編集 - 松原理恵
- 音響監督 - 山田陽
- 音楽 - 堤博明、大嵜慶子、橋本翔太
- 音楽プロデューサー - 千葉悦子、小林健樹
- 音楽制作 - 東宝ミュージック
- プロデューサー - 岡村和佳菜、杉山剛、土井美奈子、和田薫、金子敏明、栗田滋弘
- アニメーション制作 - スタジオディーン
- 製作 - 「メガネブ！」製作委員会

## 主題歌
オープニングテーマ「World's End」
作詞・作曲・編曲 - ミヤ / 歌 - MUCC （ソニーミュージックアソシエイテッドレコーズ）
エンディングテーマ「カラフルワールド」
作詞 - 佐香智久、小川智之 / 作曲 - 小川智之 / 編曲 - Saku / 歌 - 佐香智久 (SMEレコーズ)

## 各話リスト
| 話数 | サブタイトル                                                                               | 脚本     | 絵コンテ       | 演出           | 作画監督                                           |
| ---- | ------------------------------------------------------------------------------------------ | -------- | -------------- | -------------- | -------------------------------------------------- |
| #01  | メガネをただの視力矯正アイテム、 またモテアイテムとしてではなく（略） している我がメガネ部 | 赤尾でこ | 山本蒼美       | 渡部穏寛       | 青野厚司                                           |
| #02  | メガネをかけている漢に悪い漢はいない                                                       | 赤尾でこ | 大畑清隆       | 竹下良平       | 鈴木彩子、工藤裕加                                 |
| #02  | なう最強フレーム                                                                           | 赤尾でこ | 大畑清隆       | 村田尚樹       | 高澤美佳                                           |
| #03  | スケスケメガネ、完成するといいね                                                           | 前川淳   | わたなべひろし | わたなべひろし | 平川亜喜雄、大和田彩乃                             |
| #04  | これが本物のメガネなんだよ！                                                               | 内田静   | 小坂知         | 青柳宏宣       | 工藤裕加、森本浩文 岡崎洋美、松下郁子 伊藤康裕     |
| #04  | メガネは心であり己自身                                                                     | 有沢街   | 山本蒼美       | 青柳宏宣       | 工藤裕加、森本浩文 岡崎洋美、松下郁子 伊藤康裕     |
| #05  | あってもダテメガネなんかに言うわけない                                                     | 内田静   | 浪速勉         | 橋口洋介       | 山口飛鳥、藤原未来男                               |
| #05  | レンズあっての超音波洗浄機                                                                 | 有沢街   | 浪速勉         | 橋口洋介       | 山口飛鳥、藤原未来男                               |
| #06  | MR                                                                                         | 赤尾でこ | 小島正士       | 内山まな       | 青野厚司                                           |
| #07  | 来たれ！メガネ者！お前のメガネが世界を変える                                               | 前川淳   | 渡部穏寛       | 渡部穏寛       | 高澤美佳、森本浩文 石川洋一、瀧原美樹              |
| #08  | メガネがぴっかぴかなうちはそうはいきません                                                 | 内田静   | 浪速勉         | 川奈可奈       | ウクレレ善似郎、平川亜喜雄 中山由美、岡崎洋美      |
| #09  | メガネ者達にとっての革命                                                                   | 有沢街   | 大畑清隆       | 大泉武蔵       | 大和田彩乃、青野厚司 西尾理恵、瀧原美樹            |
| #10  | ルール的にはセーフだが、メガネ的にはアウト                                                 | 前川淳   | わたなべひろし | わたなべひろし | 岡崎洋美、青野厚司                                 |
| #10  | メガネ部の奴らを見てると、当時の俺達を思い出す                                             | 前川淳   | わたなべひろし | わたなべひろし | 瀧原美樹、平川亜喜雄                               |
| #11  | メガネ者ならメガネを愛して当たり前だ                                                       | 赤尾でこ | 浪速勉         | 橋口洋介       | 山口飛鳥、藤原未来夫                               |
| #12  | メガネブ！                                                                                 | 赤尾でこ | 斎藤哲人       | 渡部穏寛       | 中山由美、大和田彩乃 平川亜喜雄、青野厚司 瀧原美樹 |

## 放送局
| 放送地域 | 放送局             | 放送期間                  | 放送日時           | 放送系列                      | 備考                                |
| -------- | ------------------ | ------------------------- | ------------------ | ----------------------------- | ----------------------------------- |
| 東京都   | TOKYO MX           | 2013年10月6日 - 12月22日  | 日曜 24:00 - 24:30 | 独立局                        |                                     |
| 日本全域 | ニコニコ生放送     | 2013年10月6日 - 12月22日  | 日曜 24:00 - 24:30 | ネット配信                    |                                     |
| 日本全域 | BS11               | 2013年10月6日 - 12月22日  | 日曜 24:30 - 25:00 | BS放送                        | ANIME+枠                            |
| 日本全域 | ニコニコチャンネル | 2013年10月6日 - 12月22日  | 日曜 24:30 更新    | ネット配信                    |                                     |
| 兵庫県   | サンテレビ         | 2013年10月7日 - 12月23日  | 月曜 23:30 - 24:00 | 独立局                        |                                     |
| 京都府   | KBS京都            | 2013年10月7日 - 12月23日  | 月曜 25:30 - 26:00 | 独立局                        |                                     |
| 福井県   | 福井テレビ         | 2013年10月9日 - 12月25日  | 水曜 24:45 - 25:15 | フジテレビ系列                | 原作の舞台地 リピート放送あり       |
| 韓国全域 | トゥーニバース     | 2013年10月10日 - 12月26日 | 木曜 24:00 - 24:30 | CS放送、IP放送 ケーブルテレビ | 15歳以上視聴可で放送 韓国語字幕あり |
| 日本全域 | AT-X               | 2013年10月11日 - 12月27日 | 金曜 22:30 - 23:00 | アニメ専門CS放送              | リピート放送あり                    |
| 日本全域 | バンダイチャンネル | 2013年10月14日 - 12月30日 | 月曜 12:00 更新    | ネット配信                    | 見放題サービス利用者は全話見放題    |
| 日本全域 | dアニメストア      | 2013年10月14日 - 12月30日 | 月曜 12:00 更新    | ネット配信                    | 見放題サービス利用者は全話見放題    |

## Blu-ray / DVD
| 巻 | 発売日         | 収録話          | 規格品番   | 規格品番   |
| 巻 | 発売日         | 収録話          | BD         | DVD        |
| -- | -------------- | --------------- | ---------- | ---------- |
| 1  | 2013年12月20日 | 第1話 - 第2話   | TBR-23474D | TDV-23494D |
| 2  | 2014年1月24日  | 第3話 - 第4話   | TBR-23475D | TDV-23495D |
| 3  | 2014年2月21日  | 第5話 - 第6話   | TBR-23476D | TDV-23496D |
| 4  | 2014年3月19日  | 第7話 - 第8話   | TBR-23477D | TDV-23497D |
| 5  | 2014年4月16日  | 第9話 - 第10話  | TBR-23478D | TDV-23498D |
| 6  | 2014年5月14日  | 第11話 - 第12話 | TBR-23479D | TDV-23499D |

## Webラジオ
『日本総メガネ化計画ラジオ』は、2013年11月22日から2014年2月28日まで音泉にて配信されていたWebラジオ番組。毎週金曜更新。パーソナリティは赤羽根健治（相馬鏡 役）、田丸篤志（鉢嶺拓磨 役）。
ゲスト
- 第5回（2013年12月20日） - 宮田幸季（鎌谷光希 役）
- 第7回（2014年1月3日） - 木村良平（木全隼人 役）
- 第9回（2014年1月17日） - 髙坂篤志（相馬輝 役）
- 第11回（2014年1月31日） - 諏訪部順一（三鍋友紀也 役）
- 第12回（2014年2月14日） - 杉山紀彰（佐藤ウィリアム 役）
- 第13回（2014年2月21日） - 鈴木千尋（鈴木徹 役）
- 第14回（2014年2月28日） - 木村良平（木全隼人 役）

## 漫画
『メガネブ！〜世界はレンズ越しに輝く!!〜』は、2013年9月10日から2014年1月10日までゼロサムオンラインにて配信されていたコミカライズ。IDコミックス ZERO-SUMコミックスより単行本が全1巻発売された。作画は茂木完田。